# ナゲンドラ・プラサード・リジャール
ナゲンドラ・プラサード・リジャール（ネパール語: नगेन्द्र प्रसाद रिजाल、英: Nagendra Prasad Rijal、1927年4月 - 1994年）は、ネパール王国の保守政治家。首相を2度務める。
任期は以下の通り。
- 1973年7月16日 - 1975年12月1日
- 1986年3月21日 - 1986年6月15日